# 苏布雷博斯 (克勒兹省)
苏布雷博斯（法語：Soubrebost）是法国克勒兹省的一个市镇，属于盖雷区（Guéret）布尔加纳县（Bourganeuf）。该市镇总面积20.76平方公里，2009年时的人口为136人。

## 人口
苏布雷博斯人口变化图示